# Las Vegas kommun
Las Vegas är en kommun i Honduras.   Den ligger i departementet Departamento de Santa Bárbara, i den västra delen av landet, 130 km nordväst om huvudstaden Tegucigalpa. Antalet invånare är 17 496.